# Rafael Guerrero Ramírez
Rafael Guerrero Ramírez, (Tijuana, México, 13 de enero de 2003), conocido como el Cachorro Guerrero, es un futbolista mexicano que juega como defensa central en los Tigres de la UANL de la Primera División de México.

## Trayectoria
Surgido de las fuerzas básicas de Xolos en su natal Tijuana, Baja California, formó parte del plantel Sub-13 en los torneos Invierno 2016 y Verano 2016.
Para 2020 se integra a la Sub-17 de Cruz Azul. Un año después, sube a la categoría Sub-20 de la Máquina, y para el primer semestre de 2022, debuta con el primer equipo en el partido de vuelta de los octavos de final de la Liga de Campeones de la Conacacaf ante el Forge FC de Canadá.
Durante el Clausura 2022 saldría en reiteradas ocasiones a la banca con el conjunto celeste, sin poder realizar su debut en la Liga MX. Este llegaría hasta la segunda fecha del torneo Apertura 2022 ante Pachuca, ingresando de cambio al minuto 57 en lugar de Rafael Baca.
Para la segunda mitad de ese Apertura 2022, Guerrero se ganó la confianza del D.T. de relevo de Cruz Azul, Raúl el Potro Gutiérrez, sumando 10 juegos jugados en dicho certamen.
En el juego de Reclasificación del Apertura 2022 ante el Club León, Guerrero sufrió una lesión, que le impidió continuar jugando la Fase Final de ese torneo y también le costó no ser convocado en la mayoría de juegos del Clausura 2023, jugando solo en 3 partidos.
Para el segundo semestre de 2023 fue registrado oficialmente con el primer equipo de la Máquina, de cara al Apertura 2023 y de la Leagues Cup 2023.

## Estadísticas

### Clubes
Actualizado al último partido disputado el 23 de agosto de 2023.
| Club               | Div.          | Temporada     | Liga  | Liga  | Liga   | Copas nacionales | Copas nacionales | Copas nacionales | Copas internacionales | Copas internacionales | Copas internacionales | Total | Total | Total  |
| Club               | Div.          | Temporada     | Part. | Goles | Asist. | Part.            | Goles            | Asist.           | Part.                 | Goles                 | Asist.                | Part. | Goles | Asist. |
| ------------------ | ------------- | ------------- | ----- | ----- | ------ | ---------------- | ---------------- | ---------------- | --------------------- | --------------------- | --------------------- | ----- | ----- | ------ |
| Cruz Azul · México | 1.ª           | 2021–22       | —     | —     | —      | —                | —                | —                | 1                     | 0                     | 0                     | 1     | 0     | 0      |
| Cruz Azul · México | 1.ª           | 2022–23       | 13    | 0     | 0      | —                | —                | —                | —                     | —                     | —                     | 13    | 0     | 0      |
| Cruz Azul · México | 1.ª           | 2023-24       | 12    | 0     | 0      | —                | —                | —                | 1                     | 0                     | 0                     | 13    | 0     | 0      |
| Cruz Azul · México | Total club    | Total club    | 25    | 0     | 0      | 0                | 0                | 0                | 2                     | 0                     | 0                     | 27    | 0     | 0      |
| Tigres México      | 1.ª           | 2024-25       | 0     | 0     | 0      | —                | —                | —                | -                     | -                     | -                     | 0     | 0     | 0      |
| Tigres México      | Total club    | Total club    | 0     | 0     | 0      | —                | —                | —                | 0                     | 0                     | 0                     | 0     | 0     | 0      |
| Total carrera      | Total carrera | Total carrera | 25    | 0     | 0      | 0                | 0                | 0                | 2                     | 0                     | 0                     | 27    | 0     | 0      |

## Palmarés
| Título               | Club      | País   | Año  |
| -------------------- | --------- | ------ | ---- |
| Supercopa de la Liga | Cruz Azul | México | 2022 |